# Trichoniscoides pyrenaeus
Trichoniscoides pyrenaeus är en kräftdjursart som beskrevs av Emil Racoviţă 1907A. Trichoniscoides pyrenaeus ingår i släktet Trichoniscoides och familjen Trichoniscidae. Inga underarter finns listade i Catalogue of Life.